# Сватба (филм, 2024)
„Сватба“ е българска драма от 2024 г. на режисьорката Магдалена Ралчева, сценарият е на Юрий Дачев, и е базиран на едноименния разказ от Николай Хайтов. Премиерата на филма излиза по кината на 8 ноември 2024 г.
През 2018 г. Магдалена Ралчева печели конкурса за държавно финансово подпомагане за реализация на разпространение на филми на Националния филмов център (НФЦ) с екранизацията си на разказа на Николай Хайтов „Сватба“. Ралчева е режисьор и продуцент на филма, съфинансиран от НФЦ и Българската национална телевизия.
„Сватба“ е представен на фестивала в Кан и е включен в официалната селекция на четири кинофестивала – Indo Dubai International Film Festival, Woods Hole International Film Festival и Ojai Film Festival. Филмът е препоръчан като подходящ за учениците в гимназиалния курс от Министерството на образованието и науката.

## Актьорски състав
- Ралица Стоянова – Хатте
- Велислав Павлов – Адил
- Радослав Владимиров – Мето
- Васил Банов
- Светлана Янчева
- Михаил Мутафов
- Гергана Данданова

и др.

## Отличия
Към януари 2025 г. филмът „Сватба“ има 14 международни награди, сред които от Румъния, Турция, Кипър, Гърция, Индия, Германия и други:
- На 42-рия фестивал „Златна роза“ лентата получава наградата на гилдия „Критика“ към СБФД и диплом за специални постижения за сценографа Ивелина Минева (за „Клопка“, „Триумф“ и „Сватба);[7][8]
- 11 номинации на Националните награди "Васил Гендов" на СБФД.
- Награда за най- добри костюми- Марта Миронска
- Муждународен филмов фестивал Златната липа 2025 - две награди: за най- добра женска роля на Ралица Стоянова и награда на публиката
- На Best International Film Festival печели три награди – за най-добра режисура (Магдалена Ралчева), за най-добър оператор (Емил Христов) и за най-добър звуков дизайн (Александър Симеонов);
- На XVII Jaipur International Film Festival (JIFF) – Индия, филмът печели „Червена роза“ за най-добър филм в конкуренцията на 37 филма от 15 държави, както и приза за „Най-добри визуални ефекти“;[9]
- На XV Bridges International Film Festival в Коринт, Гърция, Емил Христов е отличен с награда за операторско майсторство, а Магдалена Ралчева – за цялостна визия/локация/костюми на филма;[10]
- На ARFF International Festival – Берлин, Германия, лентата получава отличие за най-добър филм;[11]
- На Cyprus International Film Festival – Кипър филмът печели две награди – за най-добър режисьор (Магдалена Ралчева) и за операторско майсторство (Емил Христов).[12]